# Anne-Marie Salmon-Verbayst
Anne-Marie Salmon-Verbayst (Wanfercée-Baulet, 23 augustus 1950) is een voormalig Belgisch lid van het Waals Parlement.

## Levensloop
Salmon-Verbayst werd OCMW-bediende in Charleroi en syndicaliste van de FGTB.
Van 1995 tot 1999 zetelde ze voor de PS namens het arrondissement Charleroi in het Waals Parlement en in het Parlement van de Franse Gemeenschap. Nadat ze in 1999 niet meer herkozen werd, werd ze werkzaam op het OCMW van Ransart.